# 谷汲昆虫館
谷汲昆虫館（たにぐみこんちゅうかん）は、岐阜県揖斐郡揖斐川町にある昆虫館である。
揖斐川町の施設であり、正式名称は揖斐川町谷汲昆虫館である。

## 概要
揖斐川町内に生息する昆虫資源を生かした観光施設である。
揖斐郡谷汲村が名古屋鉄道谷汲線谷汲駅を改築するさい、駅舎に併設して設置した施設である。谷汲村昆虫館として1996年（平成8年）10月26日開館。2005年（平成17年）1月31日に揖斐川町、谷汲村、春日村、久瀬村、藤橋村、坂内村が合併し揖斐川町が発足すると、揖斐川町の施設となり、揖斐川町谷汲昆虫館に改称する。
旧・谷汲村にゆかりのあるギフチョウ、ヒメハルゼミの標本、模型、映像を中心に、世界各地の昆虫の標本を展示する。また、旧・谷汲駅の併設施設であったこともあり、館内には谷汲線に関する資料や鉄道ジオラマもある。

## 利用案内
- 住所：岐阜県揖斐郡揖斐川町谷汲徳積1412番地1[1]
- 開館時間：[6]
  - 9:00 - 16:30　（4月1日から10月31日まで）
  - 9:30 - 16:30　（11月1日から3月31日まで）
- 休館日：月曜日（その日が休日である場合は、その翌日)、年末年始（12月28日 - 1月4日）[6]
- 入館料：大人200円、子ども100円

## 交通アクセス

### 公共交通機関
- 揖斐川町ふれあいバス谷汲線「昆虫館前」バス停下車、徒歩すぐ。　※曜日で運行ルートが異なる。また本数も少ない。
- 樽見鉄道谷汲口駅下車、徒歩約60分。

### 自動車
- 国道157号「木知原」交差点から谷汲山大橋経由で県道40号山東本巣線を西進。

## 周辺施設
- 旧・谷汲駅
- 谷汲郵便局
- 揖斐川町役場谷汲振興事務所
- 揖斐川町谷汲サンサンホール
  - 揖斐川町立谷汲図書館
- 華厳寺山門　※山門前の桜並木は飛騨・美濃さくら三十三選に指定されている。